# Podvršatská brázda
Podvršatská brázda je geomorfologická část podcelku Vršatské bradlá v pohoří Bílé Karpaty. Rozprostírá se v severní části pohoří, přibližně 10 km západně od Púchova.

## Polohopis
Území se nachází v severní polovině pohoří Bílé Karpaty a zabírá střední část podcelku Vršatské bradlá. Má podlouhlý tvar jihozápadně-severovýchodní orientace a leží tu obce Mikušovce, Kvašov, Lednica a Horná Breznica. Vnitrohorská brázda sousedí pouze s částmi Bílých Karpat, konkrétně na západě s geomorfologickou částí Vysoké Vršatce, na jihu a jihovýchodě s částí Vršatské predhorie (obě patřící podcelku Vršatské bradlá), severním směrem leží podcelek Kobylináč a jeho část Zubácka brázda.
Severní část Bílých Karpat patří do povodí Váhu a jihovýchodním směrem do řeky Váh směřují i všechny potoky, z nich nejvýznamnější jsou od jihu Tovarský potok, Kvašov, Lednica a Zubák. Všechna sídla na území Podvršatské brázdy jsou přístupná silnicemi III. třídy, odbočujícími ze silnice II/507 (Púchov - Nemšová).

## Chráněná území
Tato část Bílých Karpat leží mimo území Chráněné krajinné oblasti Bílé Karpaty. Rovněž se zde nenacházejí žádná zvláště chráněné území, ale západně v těsném sousedství leží přírodní památka Skalice a na severozápadě Lednické skalky.

## Turismus
Střední část Vršatských bradel vytváří zázemí pro atraktivní Vysoké Vršatce. Turisty vyhledávaná jsou bradla, ruiny hradu Lednica či oblasti vzácné přírody. Severní část brázdy je viditelná z rozhledny na Tlstej hore (651 m n. m.). K Lednickému hradu vede  modře značená stezka z Púchova přes Hornú Breznicu a Lednicu,  zeleně značená trasa vede k hradu z Lednických Rovní.